# Пентод
Пентод е многорешеткова електронна лампа, изобретена от холандеца Бернард Телеген през 1926 г.

## Предимства пред тетрода
Един тетрод би могъл да осигури достатъчно мощност на говорител или предавател и има по-голям коефициент на усилване от предходника му, триода.
Тетродът обаче проявява вторична емисия на електрони от анода, която предизвиква увеличен ток към екраниращата решетка и кара анодният ток да намалява с увеличаване на анодното напрежение по една част от Ia/Va характеристиката. Телеген въвежда един допълнителен електрод, наречен стабилизираща решетка, която решава проблема с вторичната емисия.

## Употреба
Пентодни лампи са използвани за първи път в радиоприемниците за широко потребление. Преди началото на Втората световна война е създаден един добре известен тип пентод – EF-50. Пентодът EF-50 е широко използван в радарни установки и друга военна електронна екипировка. Пентодът допринася за електронното превъзходство на Съюзниците. След Втората световна война пентодите се използват широко в телевизионни приемници. През 60-те години електронните лампи постепенно са заместени с транзистори. Пентодите (и триодите) обаче все още са ценени от известен брой звукови ентусиасти заради техния уникален „лампов“ звук.